# Magome Togoshi
Magome Togoshi (戸越まごめ, Togoshi Magome) é um compositor japonês de trilhas sonoras de jogos eletrônicos para estúdios de romances visuais. Ele começou a trabalhar como arranjador musical em 1999, onde começou a trabalhar para o estúdio de romances visuais Key sob a VisualArt's para produzir música para Kanon. Desde sua entrada até 2006, Togoshi compôs música para mais quatro títulos da Key, além de outros jogos também produzidos por marcas de jogos da VisualArt's. Em outubro de 2006, Togoshi renunciou à Key e à VisualArt's. Ele continua trabalhando com outros desenvolvedores de romances visuais.

## Carreira
Magome Togoshi começou a trabalhar como arranjador musical para trilhas sonoras de romances visuais, começando com o primeiro título da Key, Kanon, em 1999. Ele foi creditado pela primeira vez como arranjador no álbum de remix Anemoscope, lançado em junho de 1999. Após isso, Togoshi compôs a trilha sonora do segundo jogo da Key, Air, em 2000. Após o sucesso de Air e da trilha sonora do jogo, Togoshi se tornou um compositor conhecido entre os entusiastas de romances visuais. A produção do próximo jogo da Key, Clannad, começou em 2001, e enquanto o jogo ainda estava em produção, Togoshi compôs músicas para outras marcas sob a VisualArt's, à qual a Key está vinculada. Isso inclui a marca Words, que já não existe mais, com o jogo Sakura no Ki Shita de, lançado em 2002, e Alma: Zutto Soba ni... da Bonbee!, lançado em 2003.
Em 2004, quando Clannad foi finalmente lançado, Togoshi também compôs música para dois jogos da Giant Panda: Oshikake Princess e Maiden Halo. No mesmo ano, Togoshi compôs quase toda a trilha sonora do quarto jogo da Key, Planetarian: Chiisana Hoshi no Yume. No ano seguinte, em 2005, Togoshi compôs música para Tomoyo After: It's a Wonderful Life, o quinto título da Key. Em 2006, ele mais uma vez ajudou a Giant Panda com a música para o jogo Futari de Hitotsu no Koigokoro, juntamente com o sexto título da Key, Little Busters!. A música que Togoshi arranjou ou compôs para os títulos da Key foi publicada no selo fonográfico Key Sounds Label da key. Em outubro de 2006, enquanto Little Busters! ainda estava em produção, Togoshi renunciou à Key e à VisualArt's. Após isso, Togoshi trabalhou na música da visual novel da ALcot, FairChild, lançada em 2007. O tema de encerramento da visual novel 5 de 2008, da Ram, foi arranjado por Togoshi.